# Кейнсіанський хрест
Кейнсіанський хрест (англ. Keynesian cross) — це макроекономічна модель в економічній теорії, яка показує позитивну взаємозалежність між сукупними витратами і загальним рівнем цін в країні.

## Загальні положення кейнсіанської теорії
Перша третина XX століття виявила багато «больових точок» в економічній теорії та практиці. Класичні та неокласичні рецепти впливу на економічну систему через маневрування рівнем заробітної плати та відсотковою ставкою виявляли свою низьку ефективність або ж взагалі відмовлялися працювати на оздоровлення економіки. Уряди розвинутих країн світу гарячково шукали способи ефективного впливу на економіку з метою подолання її нестабільності та диспропорцій в розвитку. Виявилося, що саморегулятивні механізми ринку не в змозі розв'язати всі проблеми. У надрах суспільства об'єктивно назрівала необхідність чергової революції в економічній теорії. Таким своєрідним революціонером-рятівником став видатний англійський економіст Джон Мейнард Кейнс (1883—1946). В сучасній економічній літературі Дж. М.Кейнса уже традиційно прийнято називати «батьком» макроекономіки. І ця обставина не є в жодному разі перебільшенням чи переоцінкою внеску Кейнса у розвиток економічної науки. Мабуть чи не основною його заслугою є те, що він вивів рівень економічних досліджень на «макроорбіту». Адже до нього суть та механізми взаємодії елементів економічної системи практично усі його послідовники пробували пояснити та дослідити на мікрорівні. Власне він найбільш системно та цілісно сформував понятійно-категорійний апарат фактично нової науки, визначив принципи та фактори, що не могли себе проявити себе у мікровимірі.
Він створив теорію, яку називають «кризовою», оскільки, в ній розглядається економіка в стані депресії. З неї випливає, що держава повинна втручатися в економіку при відсутності механізмів вільного ринку, які самостійно забезпечували б вихід економіки з кризи. Кейнс вважав, що держава повинна впливати на ринок з метою збільшення попиту, оскільки причина капіталістичних криз — перевиробництво товарів.
Кейнс запропонував декілька інструментів. Зокрема — це гнучка кредитно-грошова політика, стабільна бюджетно-фінансова політика тощо. Гнучка кредитно-грошова політика дозволяє подолати один із серйозних бар'єрів економічного зростання — нееластичність заробітної плати. На думку Кейнса, це досягається шляхом зміни кількості грошей в обігу. При збільшенні грошової маси реальна зарплата зменшиться, що сприятиме інвестиційному попиту і зростанню зайнятості. Також за допомогою бюджетно-фінансової політики, Кейнс рекомендував державі збільшувати податкові ставки, і за рахунок цих засобів фінансувати нерентабельні підприємства, щоб таким чином зменшувати безробіття та знімати соціальну напруженість. 
Головними ознаками кейнсіанської моделі регулювання є:
• значна частина національного доходу перерозподіляється через держбюджет;
• активно розвиваються державні підприємства на основі утворення державних і змішаних підприємств;
• широко використовуються бюджетно-фінансові і кредитно-фінансові регулятори для стабілізації економічної кон'юнктури та забезпечення високого рівня зайнятості.

### Основні ідеїКейнса
- Інвестиційна поведінка компаній залежить від очікувань прибутку, а не лише від відсоткових ставок
- Ціни не завжди гнучкі.
- Можливість жорсткості ціни.
- Попит визначає пропозицію, а не навпаки.
- Вплив невизначеності на рішення економічних агентів — відсутність повної інформації або повна конкуренція.
- Поведінка домогосподарств залежить не від інтересів, а від доходу.
- Відмінності в залежності від управління грошима домогосподарств.

За словами Кейнса, навряд чи рівноважний дохід на ринку товарів дорівнює повному доходу від зайнятості, тільки якщо на ринку товарів може відбутися безробіття, або якщо повна зайнятість не буде дорівнювати рівновазі на ринку товарів.

## Кейнсіанський хрест
Кейнсіанський хрест— це спрощений варіант кейнсіанської моделі, створений Джоном Мейнардом Кейнсом у 1930-х роках, представлений у книзі «Загальна теорія зайнятості, відсотків і грошей» (англ. The General Theory of Employment, Interest and Money, 1936) та заснований на критиці класичної моделі.

Існує базова і розширена модель Кейнсіанського хреста.

### Базова модель
Якщо аналізувати базову модель, то вона розглядає умови рівноваги в закритій ринковій економіці без державного регулювання і враховує два основних чинники формування сукупного попиту (AD): споживання, або споживчі витрати домашніх господарств (С), і приватні інвестиції, або витрати фірми (Іn), тобто AD=С + Іn.

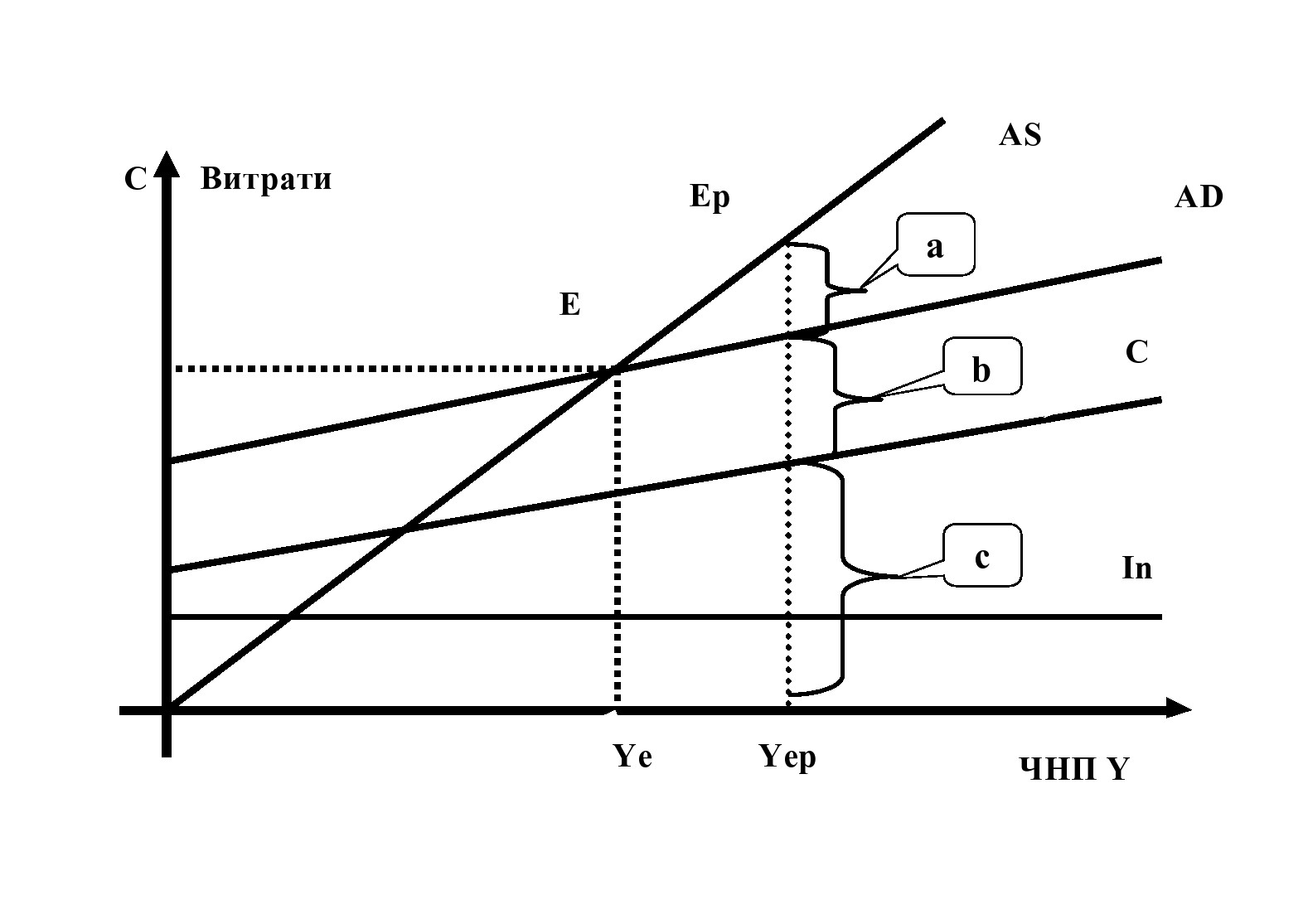
«Кейнсіанський хрест». Базова модель

На графіку бісектриса прямого кута показує розподіл ЧНП між споживанням і заощадженням, тобто графік сукупної пропозиції (AS). У будь-якій його точці обсяг сукупних витрат дорівнює ЧНП. Точка перетину лінії сукупних витрат, або сукупного попиту (AD), яка утворюється споживанням (С) і чистими інвестиціями (Іn), з бісектрисою (точка Е) відображає стан економічної рівноваги, а (Ye)— рівноважний обсяг ЧНП. Точка Е на графіку фіксує момент макроекономічної рівноваги, тобто рівність сукупної пропозиції та сукупного попиту. Відрізки a та b у своїй геометричній сумі показують загальну масу заощаджень в економічній системі, відрізок c – загальний обсяг споживання, а відрізок b показує ту частку заощаджень, що стають інвестиціями. Відрізок a показує ту частину заощаджень, що не стали інвестиціями і, відповідно, знизили рівень сукупного попиту. 
Розглянутий графік отримав в економічній літературі назву «кейнсіанського хреста». Потрібно відзначити, що в точці макроекономічної рівноваги Е, де сукупний попит та сукупна пропозиція взаємно врівноважені кількісно рівними будуть і заощадження з інвестиціями (S=I), адже в цій точці відрізок а матиме нульову довжину.
В сучасній економіці рівновага під дією різних економічних, політичних, соціальних та інших чинників постійно порушується, вона скоріше випадковість, ніж правило, адже одразу втрачається зі зростанням виробництва. У базовій моделі Кейнса рівновага є дискретною. У цьому випадку лише одна точка бісектриси (точка Е) відповідає моменту економічної рівноваги.

### Розширена модель

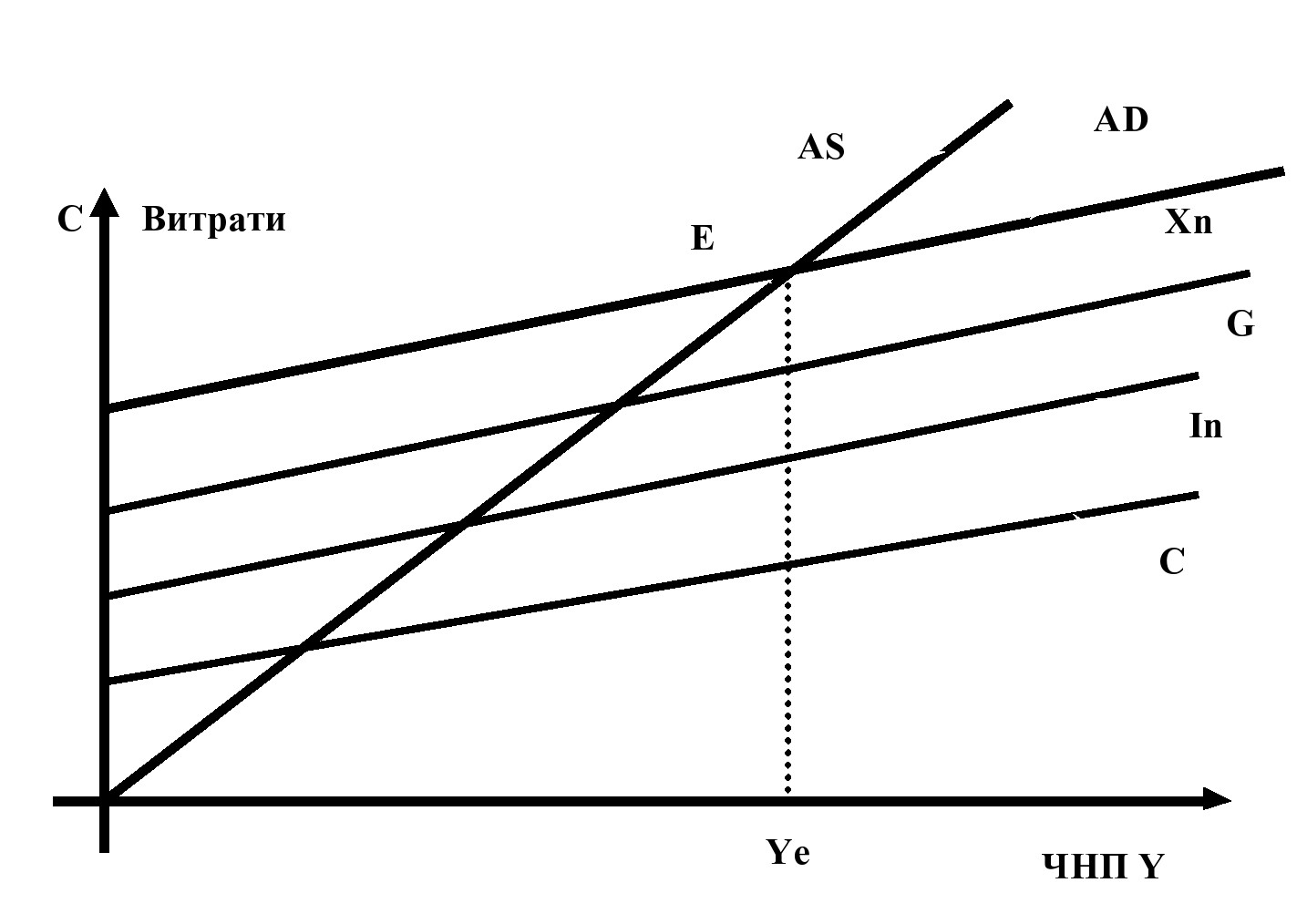
«Кейнсіанський хрест». Розширена модель

Розширену модель Дж. М. Кейнса можна отримати якщо, окрім споживчих витрат (С) і приватних інвестицій (Іn) враховувати ще й такі чинники, як державні закупівлі (G) і чистий експорт (Хn), тобто AD = С + Іn + G + Xn.
Власне розробка Кейнсом розширеного варіанту макроекономічної моделі рівноваги є спробою знайти та теоретично обґрунтувати ефективні важелі регуляторного впливу на економічну систему, що працює нестабільно.
Оскільки сукупна пропозиція є «нерухомою» складовою «кейнсіанського хреста», то добитися макроекономічної рівноваги за відносно вищого обсягу ЧНП, тобто перемістити точку перетину кривих AD та AS вправо-вверх, можна лише включивши у базове рівняння сукупного попиту якісь додаткові і до того ж додатні величини. У якості цих додаткових важелів впливу Кейнсом і було визначено чистий експорт та державні закупівлі.
Досліджуючи можливості втручання в розширеній моделі товарного ринку Дж. М.Кейнс доводить необхідність активізації інструментів фіскальної політики задля збільшення державних інвестицій, надання пільгових кредитів. Таке стимулювання сукупного попиту закономірно приводить до зростання державних витрат, і до дефіциту державного бюджету. В цих умовах кейнсіанці пропонують: 
- ефективно використовувати бюджетні асигнування довгострокових інвестиційних програм;
- збільшувати податкові надходження за рахунок розширення податкової бази;
- надавати державні позики і в певних межах використовувати грошову емісію.

Власне розробка Кейнсом розширеного варіанту макроекономічної моделі рівноваги є спробою знайти та теоретично обґрунтувати ефективні важелі регуляторного впливу на економічну систему, що працює нестабільно.
За аналізом даних графіків, можна дійти висновку, що державні витрати, як і приватні інвестиції, виявляють примножений (мультиплікаційний) ефект на ЧНП (національний дохід). Це обумовлюється тим, що за первинними державними витратами утворюється ланцюг похідних споживчих витрат осіб, котрі отримують свої доходи від держави.

## Відмінності в кейнсіанському і неокласичному підході для визначення макроекономічної рівноваги
По-перше, в класичній моделі тривале безробіття — неможливе, що є в свою чергу припустимим в неокласичному підході.
По-друге, класична модель передбачала існування гнучкого цінового механізму. Кейнс поставив під сумнів цей тезу, оскільки, на його думку, підприємці, стикаючись з проблемою падінням попиту на свою продукцію, не поспішають знижувати на неї ціну. Насамперед вони скорочують виробництво і звільняють робітників. Це спричиняє безробіття з усіма соціально-економічними наслідками і конфліктами, що виникають. А «невидима рука» ринкового механізму не в змозі забезпечити стабільну і повну зайнятість.
По-третє, заощадження є, перш за все, функцією доходу і залежить не тільки від рівня відсотка, як доводили класики.

## Аналіз за допомогою «кейнсіанського хреста»
«Кейнсіанський хрест» є одним з найвідоміших способів моделювання сукупного попиту. За допомогою цієї моделі можна визначити такі параметри, як рівноважний обсяг випуску, загальний рівень цін в економіці, так само, як і в моделі AD-AS. Оскільки перетин кривої запланованих і реальних сукупних витрат показує повну зайнятість ресурсів в економіці, то за допомогою «кейнсіанского хреста» також можна аналізувати фази економічних циклів. Якщо реальні сукупні витрати перевищують заплановані (тобто рівень випуску більший рівня повної зайнятості ресурсів), то це означає, що фірми не змогли продати стільки, скільки планували, що тягне за собою зменшення випуску продукції, збільшення рівня циклічного безробіття, а отже в країні спостерігатиметься рецесія. Якщо ж реальні сукупні витрати менші запланованого, коли рівень випуску знаходиться нижче рівня повної зайнятості, то у фірм, навпаки, менше продукції, ніж потрібно на ринку, через що вони збільшують свій обсяг випуску, а таким чином можна спостерігати підйом в економіці.

## Застосування в світі
Після Другої світової війни майже всі розвинені країни перейняли кейнсіанство, і їхні лідери були захопленні ним у складанні своїх політичних програм. Але у 1970-х роках ця теорія зазнала руйнівної критики і значною мірою була замінена монетаризмом. Причиною цього стали нові явища в економіці, які кейнсіанці не могли пояснити— такі, як інфляція чи спад.